# 人的命运
《人的命运》（法语：La condition humaine）是一部1933年出版的法国小说，作者是安德烈·马尔罗，情节是关于1927年发生在中国上海的四一二事件。该书获得1933年的龚古尔文学奖。

## 梗概
小说发生在21天的时间内，地点主要在中国上海，表现社会主义起义者与参与其中人民。四个主角分别是陈大儿、吉索尔、俄国顾问加托夫和法国走私商人克拉皮克。他们个人的困境也交织贯穿本书。
陈大儿受命去暗杀一位大人物并取得成功。在他试图用自杀式炸弹袭击蒋中正却失败后，他受死亡和无能为力的困扰。他想去死，只为结束其痛苦。
吉索尔是起义领袖，他认为每个人应选择自己存在的意义，而不应受任何外部势力的支配。在大部分篇幅中，他试图让权力保持在工人而非国民革命军手中，并且要解决与他的妻子梅之间的冲突。他最终被俘，并选择用氰化物自杀。 
加托夫在俄国内战期间曾面临过一次处决，在最后一刻获救，从此内心更加强大。目睹吉索尔死去后，他平静地看着革命伙伴逐个被捕。在听到两位年轻的中国活动家恐惧地谈到害怕被活活烧死，他给了他们氰化物胶囊（只够2人服用），留下自己面对更可怕的死亡。   
克拉皮克迷恋赌博，不能自拔。他帮助吉索尔获得枪支，后来告诉他，如果不离开上海，他将在48小时内被杀。他非常幽默开朗，内心却忍受痛苦。他后来打扮成水手逃离上海。

## 人物
- 陈大儿 – 刺客。主角
- 吉索尔 – 起义领袖，主角
- 克拉皮克 – 法国走私商人，赌徒。主角
- 老吉索尔 – 吉索尔的父亲，曾经是北京大学的社会学教授，沉迷于鸦片，是吉索尔和陈大儿的导师
- 梅 – 吉索尔的妻子，德国医生，出生在上海
- 加托夫 – 俄国人，起义的组织者之一，因叛乱罪被活活烧死
- Hemmelrich – 比利时留声机商人
- 陆有顺 – 中国唱片行老板
- Kama – 日本画家，老吉索尔的内弟
- 费拉尔 – 法国商会会长
- Valerie – 费拉尔的女朋友
- 柯尼希 – 蒋中正的警察头目
- 孙 – 年轻的中国恐怖分子，陈大儿的助手
- 白 – 陈大儿的助手

## 电影改编
曾经有三次将《人的命运》改编为电影的尝试。Fred Zinnemann用3年时间进行预备，但是米高梅公司在1969年11月将要开拍之前一周取消了拍摄。1980年代，意大利导演贝纳多·贝托鲁奇亦准备尝试这部电影，但是中国政府建议他拍摄表现满清皇帝溥仪的《末代皇帝》（1987年）。2001年，美国制片人Michael Cimino宣布他将拍摄《人的命运》，但是至今尚未制作。